# Shipton (Yorkshire du Nord)
Pour les articles homonymes, voir Shipton.
Shipton est un village et une paroisse civile du Yorkshire du Nord, en Angleterre.